# Phyllonorycter tiliacella
Phyllonorycter tiliacella är en fjärilsart som först beskrevs av Victor Toucey Chambers 1871.  Phyllonorycter tiliacella ingår i släktet guldmalar, och familjen styltmalar. Inga underarter finns listade i Catalogue of Life.